# Copaxa herbuloti
Copaxa herbuloti is een vlinder uit de onderfamilie Saturniinae van de familie nachtpauwogen (Saturniidae).
De wetenschappelijke naam van de soort is voor het eerst geldig gepubliceerd door Claude Lemaire in 1971.

## Type
- holotype: "male, genitalia preperation C. Lemaire no. 1820."
- instituut: MNHN, Parijs, Frankrijk
- typelocatie: "Peru, Piura, Huancabamba"